# جون فيرغسون
جون فيرغسون (بالإنجليزية: John Ferguson)‏ (12 ديسمبر 1904 في المملكة المتحدة - 23 فبراير 1973) هو لاعب كرة قدم بريطاني (وحمل سابقاً جنسية المملكة المتحدة لبريطانيا العظمى وأيرلندا) في مركز الهجوم. لعب مع ديري سيتي وغريمسبي تاون ومانشستر يونايتد ونادي واتفورد ووولفرهامبتون واندررز ونادي غيتزهد وBurton Town F.C. ‏ ونادي ووركينغتون.

## وصلات خارجية
- جون فيرغسون على موقع قاعدة بيانات كرة القدم.إي يو (الإنجليزية)